# Heimdal (ungdomsförbund)
Heimdal var namnet på nykterhetsorganisationen NGTO:s och senare NTO:s ungdomsförbund, bildad 1901.
Ursprungligen hade man en egen tidning, Heimdaliten, som gavs ut 1909-1934 och senare ersattes av Ny Ungdom - en del av NTO:s Templar-Kuriren.